# Оберкремер
Оберкремер (нем. Oberkrämer) — община в Германии, в земле Бранденбург.
Входит в состав района Верхний Хафель. Население составляет 11 833 человек (на 31 декабря 2020 года). Занимает площадь 107,52 км².
Коммуна подразделяется на 7 сельских округов.
| Год  | Население |
| ---- | --------- |
| 1990 | 5 707     |
| 1995 | 6 759     |
| 2000 | 9 457     |
| 2005 | 10 727    |
| 2010 | 10 661    |
| 2015 | 10 876    |
| 2020 | 11 833    |

## Фотографии

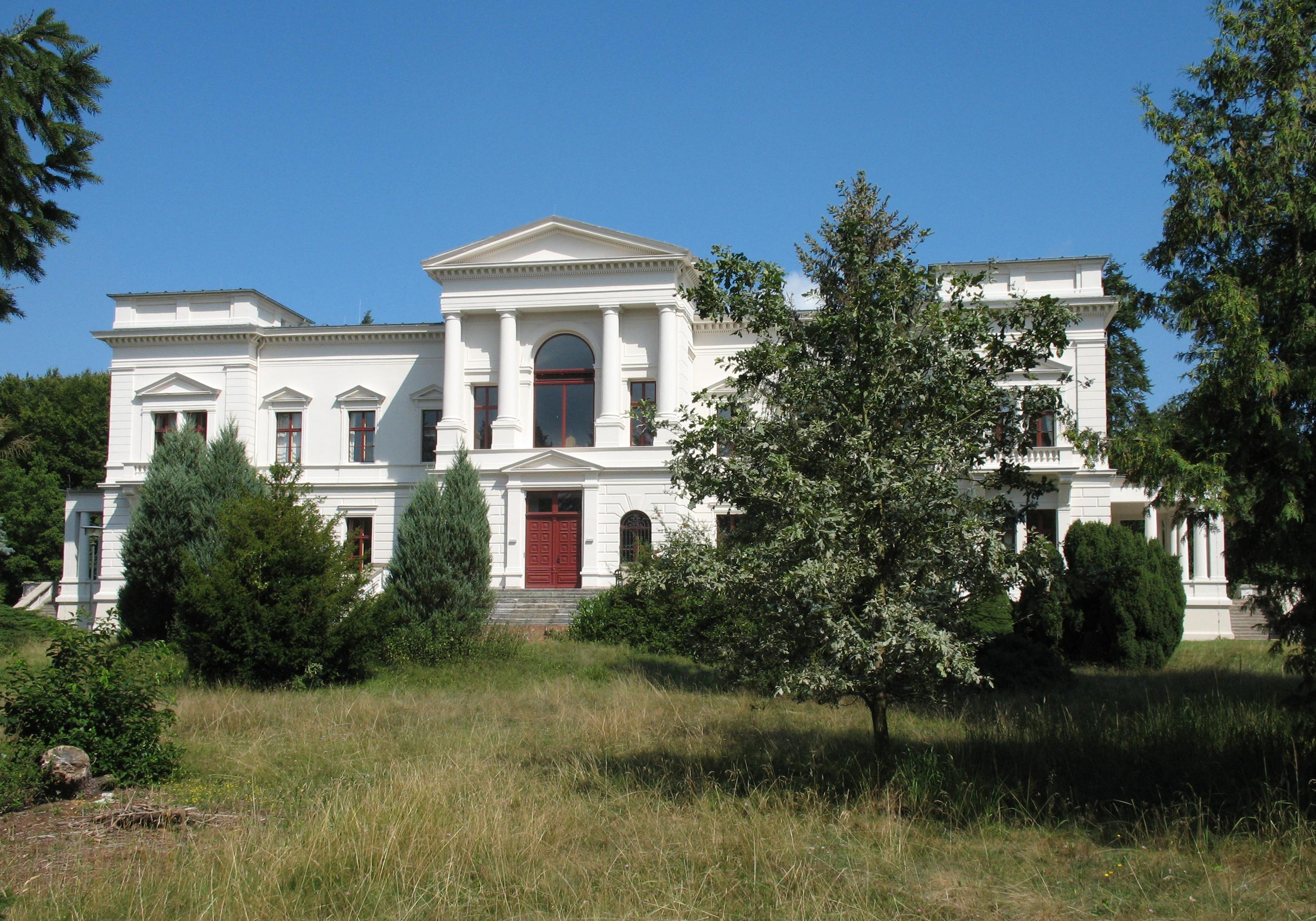
Замок Заммервальде
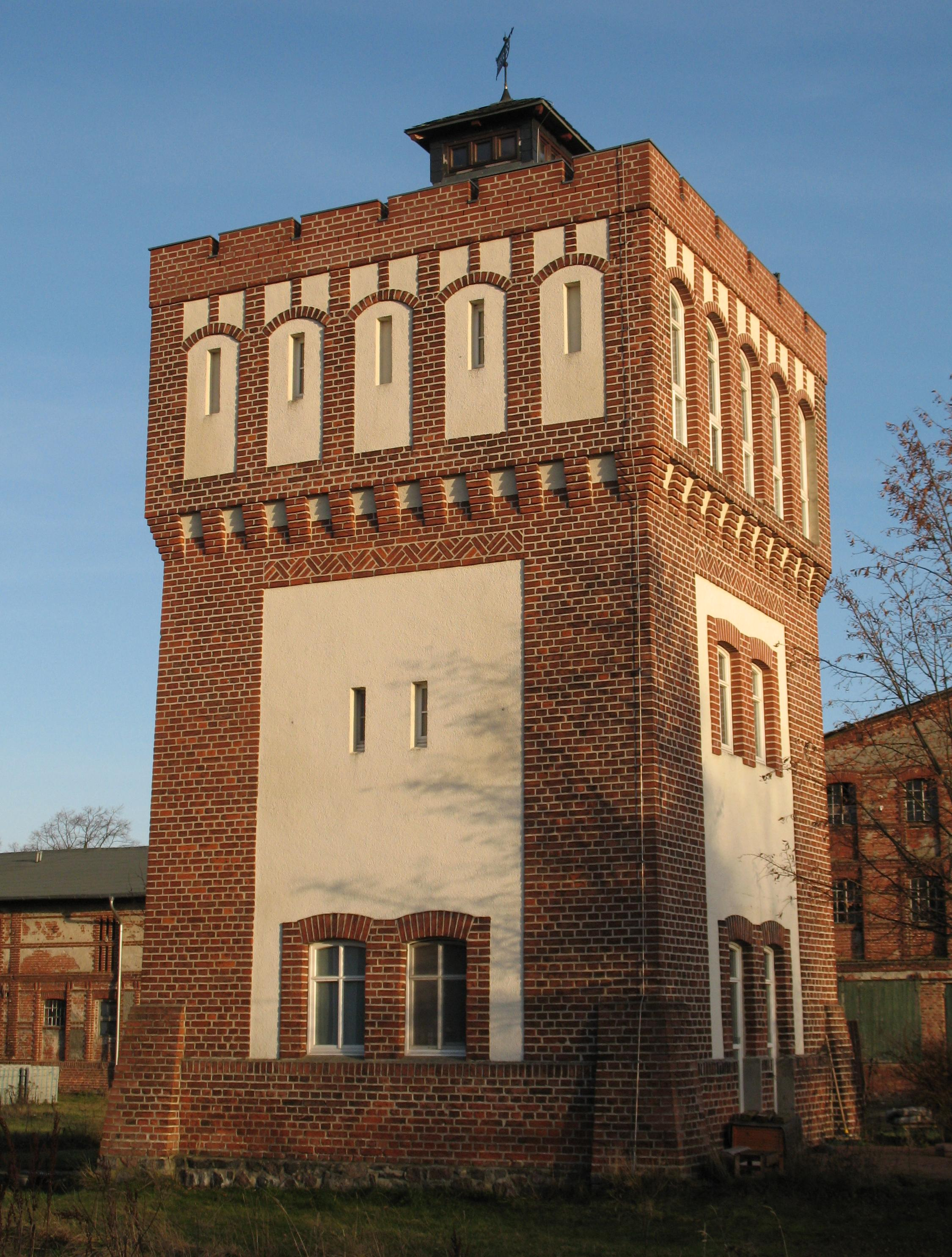
Водяная башня в Шварте
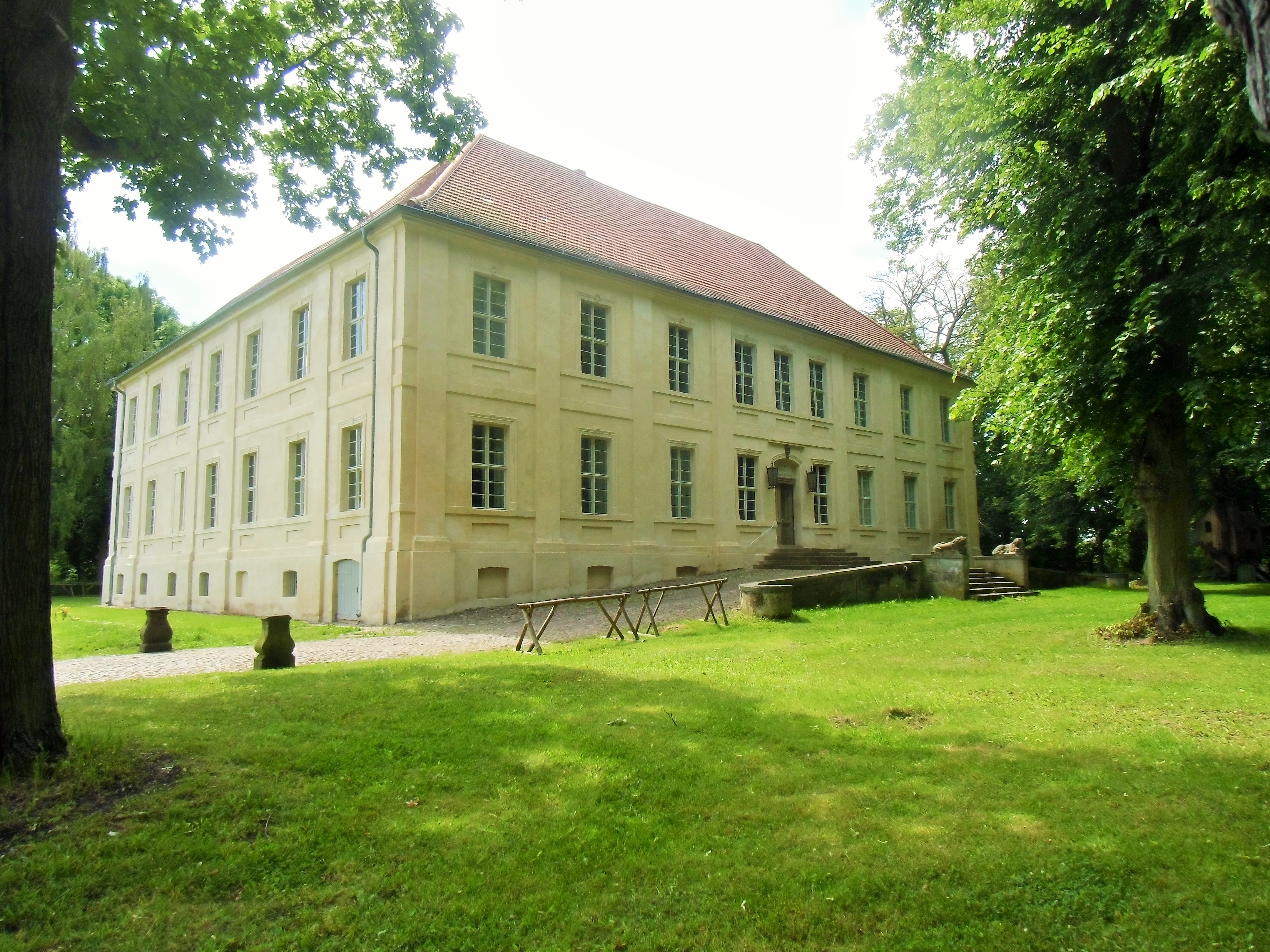
Замок в Шванте
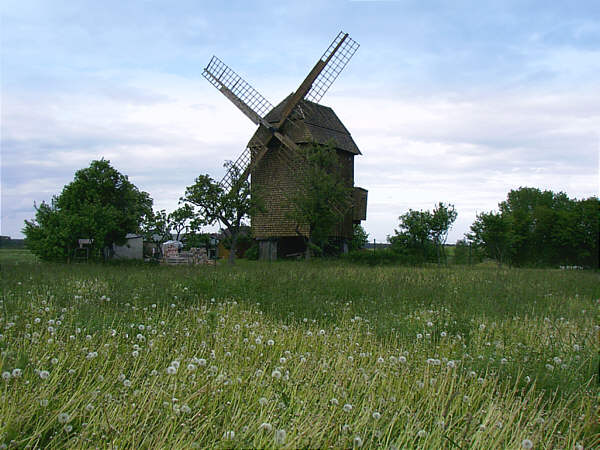
Ветряная мельница в Велефанце
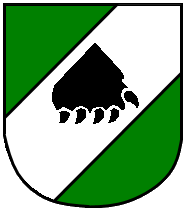
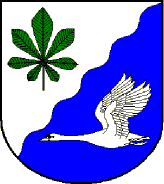
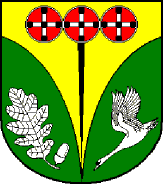
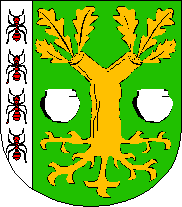
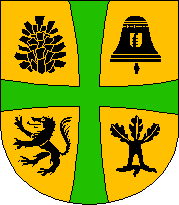
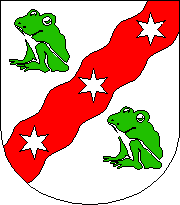
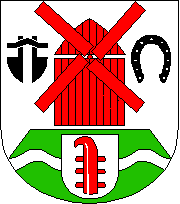